# Solomon și regina din Saba
Solomon și regina din Saba (în engleză Solomon and Sheba) este un dramă regizat de King Vidor după un scenariu de Anthony Veiller[*]. În rolurile principale au interpretat actorii Yul Brynner ca Solomon și Gina Lollobrigida ca Regina din Saba.
A fost produs de studiourile Edward Small Productions în Technirama (culori de Tehnicolor) și a avut premiera la 27 octombrie 1959 la Londra, fiind distribuit de United Artists. Coloana sonoră a fost compusă de Mario Nascimbene. Cheltuielile de producție s-au ridicat la 5 milioane de dolari americani și a avut încasări de 12,2 milioane de dolari americani.

## Rezumat

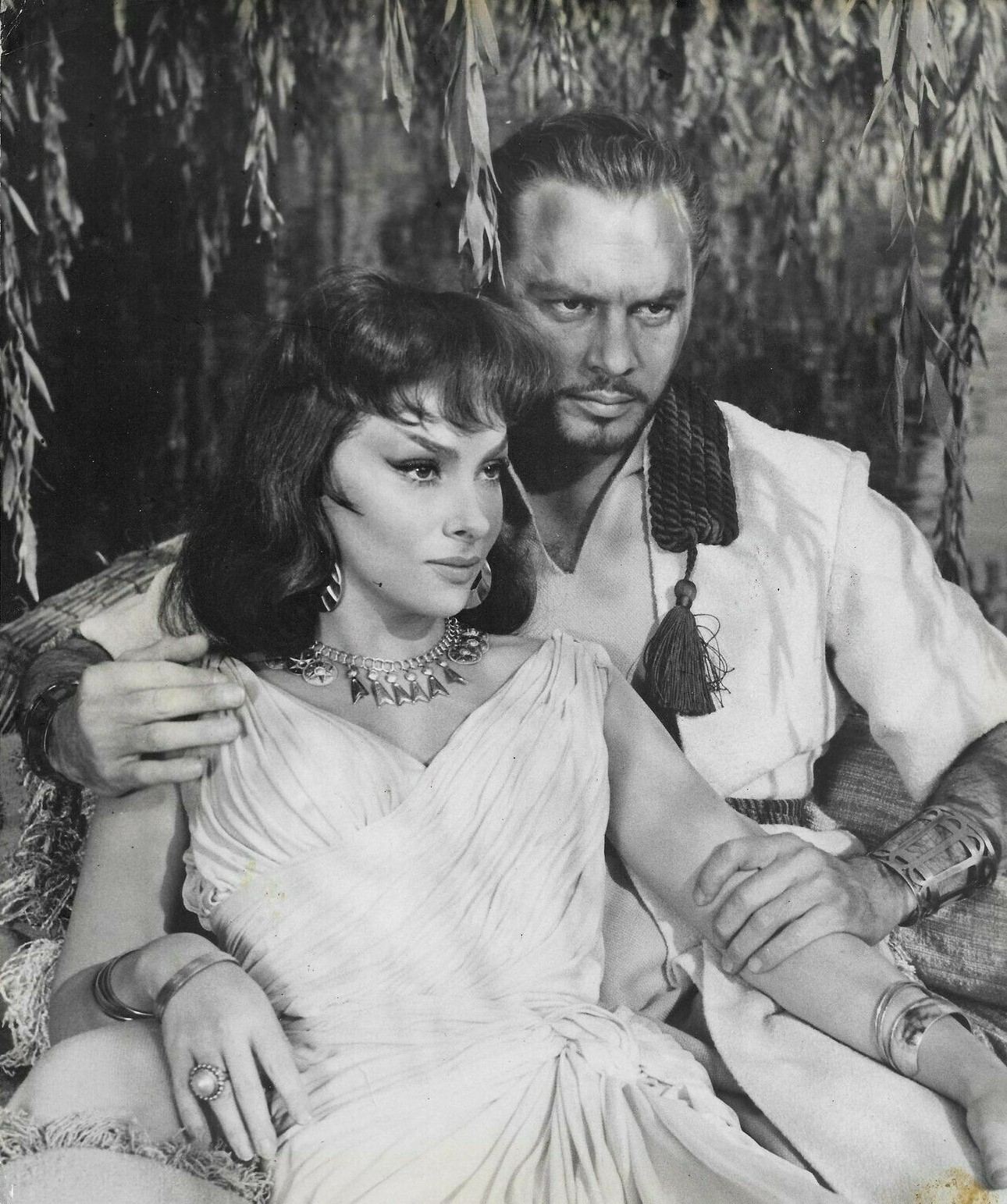

## Distribuție
Au interpretat actorii:
- Yul Brynner - Regele Solomon
- Gina Lollobrigida - Regina din Saba
- Marisa Pavan - Abishag
- David Farrar - Faraonul (Siamun) (sau Neterkheperre)
- Harry Andrews - Baltor
- John Crawford - Joab
- Laurence Naismith - Hezrai (ca - Lawrence Naismith)
- Finlay Currie - Regele David
- Jean Anderson - Takyan
- William Devlin - Natan
- Jack Gwillim - Josiah
- José Nieto - Ahab (ca - Jose Nieto)
- George Sanders - Adonijah
- Maruchi Fresno - Bathsheba
- Julio Peña - Zadok (ca - Julio Pena)

## Producție și primire
Tyrone Power a decedat de infarct miocardic la 44 de ani, după o lungă secvență de duel la două treimi din filmarea peliculei Solomon și regina din Saba și a fost înlocuit de Yul Brynner.